# 阿尔巴尼亚社会主义人民共和国
阿尔巴尼亚社会主义人民共和国（阿尔巴尼亚语：Republika Popullare Socialiste e Shqipërisë，缩写为RPSSh）是1946年—1991年在阿尔巴尼亚存在的社会主义政权。
1939年，義大利王國占领阿爾巴尼亞王國，1943年因意大利投降，令所有義大利的傀儡政權及佔領地包括阿爾巴尼亞王國在內被納粹德国占领。1944年，在阿尔巴尼亚劳动党的倡议下成立反法西斯民族解放会议。同年10月20日，阿尔巴尼亚民主政府成立，恩维尔·霍查任临时总理。同年11月29日，阿爾巴尼亞全境獲得解放。
1941年，阿尔巴尼亚共产党创建（1948年改名为阿尔巴尼亚劳动党）。1943年，恩维尔·霍查任阿尔巴尼亚共产党总书记（1954年改为第一书记）。1945年12月，全国第一次普选举行，阿尔巴尼亚共产党获得执政地位。1946年1月11日，阿尔巴尼亚人民共和国宣布成立。1976年12月28日，改称阿尔巴尼亚社会主义人民共和国。
恩維爾·霍查領導下的阿爾巴尼亞勞動黨堅決长期推行阶级斗争，称之为“推动全人类社会前进的动力”，对外「不与帝国主义國家（美國、英国、希臘、意大利等）和修正主义國家（南斯拉夫、苏联、中华人民共和国等）调和」，此時阿爾巴尼亞逐步遭國際社會孤立。
1985年以後，阿爾巴尼亞才開始與多國重新建立外交關係，自此擺脫長期外交孤立狀態。自1990年起，在東歐劇變浪潮影響下，阿爾巴尼亞開始轉变其社會主義路線，並開放言論自由、宗教自由、出境自由等。
1991年，阿爾巴尼亞举行1923年以来首次多党选举，雖然阿尔巴尼亚劳动党获胜，但不久后阿尔巴尼亚劳动党改组为阿尔巴尼亚社会党，并改國號為阿爾巴尼亞共和國，刪除国旗上的共產主義紅星標誌。

## 权力的巩固和初期的改革
一群共产党人在二战之后开始迅速行动压制了在阿尔巴尼亚的所有潜在的政治敌人，剥夺了该国的地主和极少的中产阶级，将阿尔巴尼亚与非社会主义阵营隔绝起来以建立阿尔巴尼亚人民共和国。至1945年上半年，共产党人清算、流放了两次大战之间的绝大多数精英分子。内务部长科奇·佐治，一个当过铁匠的南斯拉夫派，主持了对于上千名反对派政治家、族长和被宣判为“战犯”的前阿尔巴尼亚政府成员的控告和处决。他们的数千名家庭成员被监禁在劳改营数年，之后被流放到建在开垦过的沼泽地上、条件极差的国有农场上数十年。共产党人的控制力的巩固也造成阿尔巴尼亚的政治权力从北方的盖格人转移到南方的托斯克人手中。大多数共产党领导人是中产阶级的托斯克人、瓦拉几人和东正教徒，共产党也主要从托斯克地区招募党员。而盖格人有几个世纪之久的反当局权威的传统，不信任新的阿尔巴尼亚领导人和他们外来的马克思主义学说。
1945年12月，阿尔巴尼亚选举出了新的人民议会，但是候选名单上只有来自阿尔巴尼亚民主阵线（前身为民族解放运动，改组后初名民族解放阵线）——改名后的民解阵——的候选人。共产党人使用宣传和恐怖策略来钳制反对派。官方的计票结果显示92%的选民参加投票，93%的选票为民主阵线所获得。议会在1946年一月举行会议，废除了君主制，将阿尔巴尼亚转变为“人民共和国”。在数月激烈的辩论之后，议会通过了一部以南斯拉夫和苏联宪法为蓝本的宪法。当年春，议会选举出新一届政府。阿尔巴尼亚共产党第一书记霍查成为总理、外交部长、国防部长和军队总参谋长。佐泽继续兼任内务部长和党的组织部书记。1945年下半年和1946年上半年，佐泽和其他的党内强硬派清洗了温和派，后者敦促与西方建立紧密联系、实行少许政治多元化和暂缓实施严格的社会主义经济措施，直到阿尔巴尼亚经济拥有更多时间进行发展。霍查继续执掌大权，虽然他曾经提倡与意大利恢复关系，甚至允许阿尔巴尼亚人去意大利留学。
共产党人也用经济措施来加强实力。在1944年12月，临时政府通过了允许国家控制国内外贸易、企业和该国数量不多的几项产业的法律。这些法律认可了国家没收政治流亡者和“人民公敌”的财产。另外国家将所有德国和意大利有资产充公，将运输企业国有化，废除了前阿尔巴尼亚政府批准的所有外商特许经营权。
1946年，政府开始采取重要措施实施斯大林式的中央计划经济体制，将所有产业国有化，使国外贸易由政府垄断，将几乎所有国内贸易置于国家控制之下，禁止土地买卖和转让。新成立的经济计划委员会的计划者们强调的是工业发展，而在1947年政府采用了苏联式的成本核算系统。
1945年8月，临时政府实行了阿尔巴尼亚历史上第一次全面彻底的土地改革。该国的100个最大的地主控制着阿尔巴尼亚近三分之一的耕地，阻挠战前所有的土地改革提议。共产党的改革目的是将大地主排挤出去，赢得农民的支持，增加收成以防止饥荒。政府宣布所有未付的土地债务为无效，给予农民廉价的灌溉用水，将森林和牧场国有化。在土地改革法之下，阿尔巴尼亚半数以上的耕地被重新分配，政府将不在国内的地主和不依赖土地生活的人的财产没收。少数拥有农业机械的农民被允许保留400 000平方米以下的土地；教会和没有农业机械的农民的土地被限制在200 000平方米，无地和少地的农民被发给50 000平方米土地，虽然他们需要支付象征性的赎金。由此小农庄取代了阿尔巴尼亚全国的私人大庄园。至1946年年中，阿尔巴尼亚政府宣布该国农民耕种的土地以及玉米和面粉的产量达到了历史最高水平，但是该数据的可靠性由于其后国际社会对阿尔巴尼亚工业的诸多发现而存在疑问。

## 政治结构
最高权力机关人民议会，也是唯一的立法机关。议会闭会期间，人民议会主席团是最高权利机关，主席团主席是名义上的国家元首。
政府的名字叫部长会议，是国家最高权力执行机关，部长会议主席为政府首脑，相当于总理。
阿尔巴尼亚劳动党为阿尔巴尼亚社会主义人民共和国唯一政党，一直掌握政权，成为统治阿尔巴尼亚的政治集团，党的总书记或第一书记是国家最高领导人。

## 对外关系史
阿尔巴尼亚于1949年加入经互会，1955年参加华沙条约组织，但由于亲中，阿尔巴尼亚和苏联的关系在中苏关系破裂后长期不和。阿先后于1961年和1968年退出这两个组织。阿和邻国南斯拉夫关系也不和，两国经常就意识形态和领土问题互相指责。

### 阿尔巴尼亚与南斯拉夫关系
直到南斯拉夫1948年被从共产党和工人党情报局开除之前，阿尔巴尼亚的表现一直像是南斯拉夫的一个卫星国，铁托也一直想对阿尔巴尼亚使用铁腕迫使其整个国家加入南斯拉夫。在德国于1944年下半年从科索沃撤退后，南斯拉夫共产党游击队占领该省并向阿尔巴尼亚人进行报复性屠杀。在二战之前南斯拉夫共产党支持将科索沃转交给阿尔巴尼亚，但是战后的南斯拉夫联邦政府坚持保留战前的边界。在南斯拉夫的压力下，阿尔巴尼亚放弃了1943年的穆卡伊协定，同意战后科索沃重新回到南斯拉夫内。1945年1月，双方签署了科索沃作为一个自治省重新加盟南斯拉夫的条约。不久之后，南斯拉夫成为第一个承认阿尔巴尼亚临时政府的国家。
1946年7月，南斯拉夫和阿尔巴尼亚签订了友好合作条约与随之而来的一系列技术与经济协定，为南斯拉夫和阿尔巴尼亚经济的一体化打下基础。这些协定与条约为协调两国经济计划、统一两国货币系统，建立共同定价体系和关税同盟提供了方便。南阿关系紧密到以至于塞尔维亚-克罗地亚语成为了阿尔巴尼亚高中的必修课。南斯拉夫也和保加利亚签署了类似的友好条约。铁托元帅和保加利亚的格奥尔基·季米特洛夫讨论计划建立一个包括阿尔巴尼亚、南斯拉夫和保加利亚的巴尔干联邦。南斯拉夫顾问充斥着阿尔巴尼亚政府机关和军队指挥机关。地拉那急需外援，大约2 000吨南斯拉夫的粮食帮助其撑过了饥荒。阿尔巴尼亚也在战后立即从联合国善后救济总署收到了2600万美元，但在投资和发展上仍需仰赖南斯拉夫援助。
南斯拉夫政府很明显将对阿尔巴尼亚的投资看成是对南斯拉夫自己的未来投资，建立了进行采矿、铁路建设、石油和电力生产、以及外贸的阿尔巴尼亚-南斯拉夫合资公司。南斯拉夫的投资帮助建设了在科尔察（Korçë）的砂糖精炼厂、爱尔巴桑的食品加工厂、罗戈日内（Rrogozhinë）的麻布厂、夫罗勒（Vlorë）的罐头厂，以及地拉那的印刷厂，电话交换中心和纺织厂。南斯拉夫人还对阿尔巴尼亚产的铜和其他材料支付高于国际市场三倍的价格来支持阿尔巴尼亚经济。
但是当阿尔巴尼亚抱怨南斯拉夫廉价收购阿尔巴尼亚的原材料，通过合资股份公司剥削阿尔巴尼亚时，阿尔巴尼亚和南斯拉夫的关系还是降入了低谷。另外阿尔巴尼亚寻求投资基金来发展轻工业和石油精炼厂，而南斯拉夫要让阿尔巴尼亚集中于农业和原材料生产。阿尔巴尼亚经济计划员会的主席和霍查的盟友纳科·斯皮鲁（Nako Spiru）成了南斯拉夫对阿尔巴尼亚进行经济控制的主要批评者，其他阿尔巴尼亚党内的知识分子，通过佐泽和他的追随者试图将其撤职。
1947年南斯拉夫领导人策划了一场对阿尔巴尼亚共产党内的反南斯拉夫分子，包括霍查和斯皮鲁在内的全面的反击。五月，地拉那宣布以有叛国行为的罪名逮捕、审判和宣判了九名人民议会成员，他们都是公认的反南斯拉夫派。一个月后，南斯拉夫共产党中央委员会谴责霍查采取“独立”政策，教唆阿尔巴尼亚人民反对南斯拉夫。很明显是为了试图在阿尔巴尼亚党内换取支持，贝尔格莱德向地拉那追加了4 000万美元的等额贷款，相当于阿尔巴尼亚1947年国家预算的58%。一年之后，南斯拉夫的贷款几乎占到了国家预算的一半。但是斯皮鲁的计委提出了一个强调自力更生、轻工业和农业的经济计划之后，双边关系还是在秋天恶化了。南斯拉夫进行了严厉的批评，斯皮鲁在受到批评之后无法在阿尔巴尼亚党的领导层内赢得任何支持，自杀身亡。
当新兴的东欧国家没有邀请阿尔巴尼亚参加1947年9月的共产党情报局建立大会时，阿尔巴尼亚在社会主义阵营内无足轻重的地位一览无余。相反，南斯拉夫在共产党情报局会议上代表阿尔巴尼亚发言。虽然苏联允诺给阿尔巴尼亚建立纺织厂、糖厂以及其他工厂和向阿尔巴尼亚提供农业和工业机械，斯大林还是告诉当时南斯拉夫共产党的高层领导人密洛凡·德热拉斯，南斯拉夫应该“吞掉”阿尔巴尼亚。
南斯拉夫派一直执掌阿尔巴尼亚的政治决策权直到1948年。在二月和三月党的全体会议上，共产党领导人表决合并阿尔巴尼亚和南斯拉夫的经济和军事。霍查谴责斯皮鲁破坏阿南关系。在一个月后党的政治局会议上，佐泽提议向贝尔格莱德宣布阿尔巴尼亚为南斯拉夫的第七个加盟共和国。但在共产党情报局于6月28日将南斯拉夫开除之后，阿尔巴尼亚在对南斯拉夫政策上来了个一百八十度大转弯。这个动作确实将霍查从行刑队的枪口下救了出来，也确实将佐泽逼成了孤家寡人。三天之后，地拉那给南斯拉夫顾问们48小时时间离开阿尔巴尼亚，废除了与这个邻国所有的双边协定，发动了一场恶毒的反南斯拉夫突击宣传，将斯大林包装成阿尔巴尼亚的民族英雄，把霍查说成抵抗外来侵略的勇士，而铁托则成了帝国主义怪兽。
阿尔巴尼亚成为了苏联的一个卫星国，而1948年9月莫斯科开始对阿尔巴尼亚损失的南斯拉夫援助进行补偿。这个替代被证明对阿尔巴尼亚大有裨益，因为莫斯科比捉襟见肘的贝尔格莱德能提供的多得多。而苏联和阿尔巴尼亚没有共同边界也另阿尔巴尼亚政府高枕无忧，因为这样莫斯科更难向地拉那施加压力。在十一月的阿尔巴尼亚劳动党（根据斯大林的建议由前阿尔巴尼亚共产党改名）第一次党代会上，霍查将国家灾难的指责矛头指向南斯拉夫和佐泽。霍查在十月解除了佐泽的内务部长职务，以谢胡取而代之。在1949年的秘密审讯之后，佐泽被处决。随之而来在阿尔巴尼亚的对铁托分子的大清洗使党的31名中央委员中的14名和人民议会109名代表中的32名遭到整肃。劳动党总共开除了25%的党员。南斯拉夫用宣传战进行反击，废除了与阿尔巴尼亚的友好条约，在1950年从地拉那撤回了使馆。

### 不断恶化的与西方关系
阿尔巴尼亚和西方的关系在共产党政权1945年12月拒绝自由选举之后迅速降温。阿尔巴尼亚限制国内的美国和英国人员活动，指控他们在北部山区煽动反共叛乱。英国在4月宣布经不会向地拉那派遣外交使团；美国在11月撤回了使馆。美英两国都反对阿尔巴尼亚加入联合国。阿尔巴尼亚政府害怕在希腊内战中支持反共武装的美国和英国会支持希腊在阿尔巴尼亚南部的领土要求；当美国参议院在七月通过决议支持希腊的要求时形势更加火上浇油。
在阿尔巴尼亚宣布对阿尔巴尼亚本土和希腊的科孚岛之间的海峡拥有管辖权之后，1946年阿尔巴尼亚和英国之间爆发了一宗重要事件。英国向阿尔巴尼亚挑衅而派出四艘驱逐舰进入该海峡。其中两艘于1946年10月22日触雷，44名舰员死亡。英国向联合国和国际法院申诉，而后者在它建院以来第一次裁决中判决地拉那方面败诉。
1946年之后美国和英国开始实施一项精心布置的计划，以支持阿国内的反共和保皇派武装来推翻阿尔巴尼亚的共产党政权。至1949年美国和英国情报部门都在和佐格一世与他的私人卫队的山民们合作。他们招募阿尔巴尼亚难民和埃及、意大利和希腊的流亡者；在塞浦路斯、马耳他以及德意志联邦共和国（西德）进行训练，之后让他们渗透入阿尔巴尼亚。在英国情报部门和美国中央情报局之间担任联络员的苏联双重间谍金·菲尔比向莫斯科传递了渗透行动的情报，300名渗透人员在安全部门手下丧生。
在一连串的破坏行动，包括已失败的渗透行动和1951年3月地拉那苏联大使馆炸弹袭击之后，阿尔巴尼亚政府采取了严格的内部安全措施。在1952年9月，议会通过一项新的刑法，要求将所有在11岁以上的被判有阴谋叛国、破坏国家财产，或进行经济破坏罪的罪犯处以死刑。
直到1990年阿尔巴尼亚劳动党十中全会后不久，才开始与美国有所接触，1991年3月15日，阿尔巴尼亚与美国建交，使得阿美关系翻开新的一页，也意味着阿尔巴尼亚抛弃了46年之久的锁国政策。

### 阿尔巴尼亚与苏联

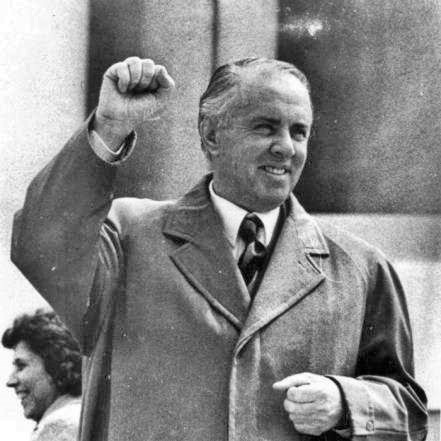
1971年的恩维尔·霍查

1948年阿尔巴尼亚在和南斯拉夫决裂之后转而仰仗苏联的援助。1948年2月，阿尔巴尼亚获得了社会主义阵营的经济计划合作组织——经济互助委员会（经互会）的成员资格。地拉那马上签订了和波兰、捷克斯洛伐克、匈牙利、罗马尼亚和苏联的贸易协定。苏联和东欧的技术顾问常驻阿尔巴尼亚，苏联还向阿尔巴尼亚派遣军事顾问，在萨赞岛上建立了潜艇基地。在苏南关系破裂之后，阿尔巴尼亚和保加利亚是苏联能够向希腊的共产党武装战斗提供军事物资的唯一通道。而阿尔巴尼亚向苏联提供的这一点小小的战略价值，也在核武器技术进步之后日益萎缩。
为了急于向苏联共产党总书记斯大林表忠心，阿尔巴尼亚领导人实施了新的斯大林式的经济制度。1949年阿尔巴尼亚采用了苏联财政制度的基本原则，即国有企业从本身的盈利中直接向国库上缴利润，只留下批准用于自我投资和其他目的的部分。1951年阿尔巴尼亚政府开始实行第一个五年计划，强调开发该国的石油、铬铁矿石、铜、镍、沥青和煤炭资源，扩大电力生产，扩充电网，提高农业产量，改善交通。1955年政府在劳动党二大之后开始实施一项迅速实现工业化的计划和一场强制性的农庄集体化运动。当时，私人农庄的农业产量仍然占阿尔巴尼亚全国的87%，但至1960年集体或国有农庄已经将其取而代之。
苏阿关系在约瑟夫·斯大林活着的最后几年里一直如胶似漆，虽然事实上阿尔巴尼亚是苏联的一个经济上的负担。阿尔巴尼亚1949、1950和1951年所有的对外贸易都和苏东集团国家开展，其中仅和苏联的贸易就占一半以上。苏联和它的卫星国一起长期以无偿援助款平衡阿尔巴尼亚的国际收支赤字。
虽然远远落后于西方水平，但在1950年代前期阿尔巴尼亚一百二十万国民的卫生与教育水平得到显著提高。在这一时期阿尔巴尼亚医生的数量上升了三分之一，达到了150人（虽然医生/病人比例按照大多数标准仍然是无法接受的），国家开办了新的医疗培训机构。病床的数量由1945年的1765张增加到了1953年的5500张。更好的卫生和居住条件使阿尔巴尼亚吓人的婴儿死亡率从1945年每千人死亡112.2人下降到了1953年的每千人死亡99.5人。被认为是宣传共产主义以及培养建设社会主义国家社会必须的学术和技术干部的工具的教育系统也得到显著改善。学校、教师和学生的数量从1945至1950年增长了一倍。文盲率从1946年的85%下降到了1950年的31%。苏联为阿尔巴尼亚学生提供了奖学金，并提供专家和学习设施来改善阿尔巴尼亚的教学条件。地拉那国立大学（现为地拉那大学）于1957年建立，阿尔巴尼亚科学院15年后建立。但是除掉这些成就，阿尔巴尼亚教育仍在受到钳制自由思想的限制所苦。例如，教学机构对于课程、教学方法和管理的很少有发言权。
斯大林死于1953年3月，很明显是害怕苏联领导人的去世可能会助长阿尔巴尼亚党内各级反对派，霍查和谢胡都没有冒险去莫斯科参加斯大林的葬礼。苏联之后开始重新接近仇敌南斯拉夫的行为让两位阿尔巴尼亚领导人怀恨在心。地拉那立即受到莫斯科的压力，要求复制苏联式的集体领导模式。1953年7月霍查将外交和国防部长职位交给了忠心的部下，但是他直到1954年谢胡担任阿尔巴尼亚总理之前仍然保留着党的最高职务和总理职位。苏联的回应是将两国之家的外交关系提升到大使级，来提高阿尔巴尼亚领导层的信心。
虽然开始时有些热情的表现，霍查和谢胡并不信任新任苏联共产党第一书记尼基塔·赫鲁晓夫的“和平共处”与“社会主义的不同道路”纲领，因为它表达了南斯拉夫可能再一次尝试控制阿尔巴尼亚的威胁。莫斯科可能喜欢不那么教条的领导人的姿态也给霍查和谢胡敲响了警钟。地拉那和贝尔格莱德在1953年12月修复了关系，但霍查拒绝了赫鲁晓夫一再提出的给亲南斯拉夫的佐泽平反，以向南示好的呼吁。二人相反加紧了对阿尔巴尼亚国内生活的控制，继续与南斯拉夫的宣传战。1955年阿尔巴尼亚成为了华沙条约组织——华约的创始会员，这是该国有史以来参加的唯一一个军事同盟。虽然该条约规定了阿尔巴尼亚第一次获得的其他社会主义国家保卫其边界的保证，但它并没有减轻阿尔巴尼亚领导人对南斯拉夫根深蒂固的不信任感。
霍查与谢胡不停敲打阿尔巴尼亚人深埋心底的对南斯拉夫的恐惧神经，以在1956年苏联共产党第二十次代表大会赫鲁晓夫在他的“秘密报告”中批判斯大林的罪恶之后的融冰期内继续保持权力。霍查维护了斯大林，批判铁托分子的异端邪说使国际共产主义运动困难迭出，包括1956年波兰的骚乱和匈牙利的暴动。霍查不留情面地清洗了有亲苏联和亲南斯拉夫倾向的党内温和派，但是在1957年访问莫斯科之后降低了批评南斯拉夫的调门，在那里他赢得了1亿零500万美元的贷款减免和约780万美元的附加食品援助。但到1958年，霍查又一次批评起铁托的“法西斯主义”和对科索沃阿尔巴尼亚人的“种族灭绝”。他还抱怨经互会的东欧经济一体化计划令阿尔巴尼亚生产农产品和矿石而不是着重于重工业发展。1959年在一次对阿的12天访问中，赫鲁晓夫不停地试图说服霍查和谢胡阿尔巴尼亚的目标应该是成为社会主义的“果园”。
在苏联和中国代表在1961年10月苏共二十大上在阿尔巴尼亚问题上额外的尖锐交锋中，赫鲁晓夫严厉批评了阿尔巴尼亚处决一名亲苏的阿尔巴尼亚政治局重要领导人，苏联最后于12月与阿尔巴尼亚断绝了外交关系。莫斯科随后从阿撤回了所有的苏联经济顾问和技师，包括前来建设文化宫的在内，停止了向阿尔巴尼亚运送物资供应和已经启用的设备的零配件。另外，苏联继续拆除萨赞岛上的海军基地，该过程在苏阿关系破裂之前已经开始。
阿尔巴尼亚脱离苏联给本国经济造成重创。半数进出口是为苏联的供应和市场量身定做，所以当地拉那和莫斯科的关系急转直下，中国又无能力把保证的设备和机器按时运到时，阿尔巴尼亚的对外贸易几近崩溃。阿尔巴尼亚企业低下的生产率、漏洞百出的计划、低劣的工艺与低效的管理在苏联和东欧的援助和顾问撤回时显现无遗。1962年，阿尔巴尼亚政府实施了一项节约计划，号召人民节省资源，降低生产成本，放弃不必要的投资项目。
1964年10月，赫鲁晓夫下台，霍查欢呼雀跃。苏联的新领导层向地拉那示好。但是不久之后就发现，苏联的新领导人明显不打算改变对阿尔巴尼亚的基本政策，双边关系没有好转。地拉那的继续宣传苏联官僚是“奸诈的修正主义者”和“共产主义的叛徒”。1964年，霍查说阿尔巴尼亚与苏联和解的方式是后者向阿尔巴尼亚道歉并且赔偿强加于阿的损失。苏阿关系在1968年华约组织入侵捷克斯洛伐克（见布拉格之春）时到达了新的最低点，阿尔巴尼亚以正式退出华约作为回应。
直到1990年7月，阿尔巴尼亚与苏联恶化了30年的关系才恢复正常化。苏联解体后，阿尔巴尼亚和俄罗斯继承双边关系。

### 阿尔巴尼亚与中国

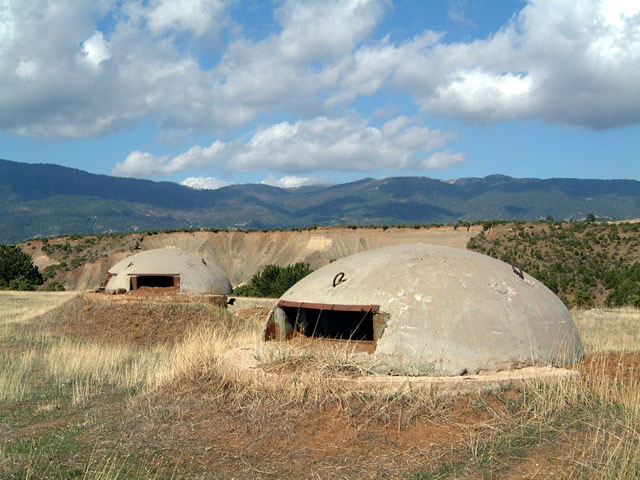
霍查时期阿尔巴尼亚建造了超过75万座地堡。

阿尔巴尼亚在毛泽东时代的中华人民共和国关系密切，毛泽东称颂阿为“欧洲的一盏伟大的社会主义的明灯”，称赞霍查为“伟大的马克思列宁主义的英勇战士”，阿国获得了中国的大量无偿援助。作为报偿，當时阿尔巴尼亚一直是为中华人民共和国获得在联合国的合法席位而提案的主要国家之一。
阿尔巴尼亚在中苏论战中扮演了远远超出其大小和在社会主义阵营中的地位的角色。1958年阿尔巴尼亚支持中华人民共和国与莫斯科在和平共处、反斯大林主义，以及南斯拉夫通过在经济生活中下放权力实行的“不同的社会主义道路”等问题上针锋相对。苏联、其他东欧国家和中国都向阿尔巴尼亚给予了大量援助。苏联领导人还许诺在地拉那建一座大型的文化宫作为苏联人民对阿尔巴尼亚的“热爱和友谊”的象征。但即使有这种姿态，地拉那仍对莫斯科的对阿经济政策不满。很明显霍查与谢胡已经在1960年五月或六月决定了阿尔巴尼亚对于中国的支持感到放心，并且在中苏之间爆发论战的时候公开表示站在中国一边。拉米兹·阿利雅当时是政治局候补委员与霍查的意识形态问题顾问，在此次论战中起到了显著的作用。
阿尔巴尼亚在1960年11月莫斯科世界81国共产党大会上中华人民共和国攻击苏联在国际共运中的领导地位时又一次支持中国。霍查狠批赫鲁晓夫支持希腊对阿南部的领土要求，在劳动党和军队内散布不和，动用经济手段进行讹诈。“苏联的老鼠也能吃个饱时阿尔巴尼亚人民却食不果腹”，霍查在说到苏联延迟谷物供应时谴责道。忠于莫斯科的共产党领导人将霍查的表演形容成“流氓般的”和“幼稚的”，这番讲话也消除了一切莫斯科与地拉那之间达成协议的可能。接下来的整个一年，阿尔巴尼亚都在充当中华人民共和国的代理人。亲苏联的共产党不愿直接和中国对抗，而通过批判阿尔巴尼亚来批评北京。中国则在自己的位置上频繁对阿尔巴尼亚的反苏联与反南斯拉夫抨击言论给予肯定，地拉那称后者是“社会主义地狱”。
霍查与谢胡在劳动党1961年2月第四次代表大会上继续他们反对苏联和南斯拉夫的长篇大论。在此次会议上，阿尔巴尼亚政府公布了该国第三个五年计划大纲，将所有投资的54%分派到工业上，以此拒绝了赫鲁晓夫希望让阿尔巴尼亚成为主营农产品生产国的打算。莫斯科以取消对阿援助计划和掐断资金渠道来回应，但中国又一次伸出援手。中国再次补偿了阿尔巴尼亚失去的苏联经济援助，提供了约90%的零配件、食品和其他苏联承诺给予的货品。北京给阿尔巴尼亚的贷款条件比莫斯科更优厚，而且，中国的技术员不像苏联顾问们那样，而是与阿尔巴尼亚的工人保持相同的低工资和住房条件。中国还向阿尔巴尼亚提供了一台大功率广播电台，地拉那用来给斯大林、霍查和毛泽东大唱了几十年赞歌。对阿尔巴尼亚来说，它为中国提供了一块欧洲阵地，充当了中国在联合国主要的传声筒。令阿尔巴尼亚泄气的是，中国的设备和技术人员远不如苏联的货品和顾问经验丰富。讽刺的是，语言障碍甚至迫使中国和阿尔巴尼亚技术人员用俄语互相交流。阿尔巴尼亚再也不参加华约的活动和实施经互会的协定。但是其他东欧社会主义国家并没有与阿尔巴尼亚中断外交与贸易往来。1964年，阿尔巴尼亚甚至占领了空无一人的地拉那苏联大使馆，阿尔巴尼亚工人自力更生地加紧建设文化宫。
阿中关系在1970年前已经沉滞下来，当这个亚洲大国在1970年代早期开始走出孤立时，毛泽东和其他中国领导人开始对他们向小小的阿尔巴尼亚做出的承诺进行重新评估。作为回应，地拉那开始扩大它与外部世界的联系。阿尔巴尼亚与法国、意大利和新近独立的亚洲和非洲国家展开了贸易谈判。1971年实现了与南斯拉夫和希腊的关系正常化。阿尔巴尼亚领导人对中华人民共和国与美国的关系深恶痛绝，报纸和广播对理查德·尼克松对北京的访问闭口不提。阿尔巴尼亚积极地减少对中国的依赖，分散贸易，特别是与西欧发展外交和文化交流。但是阿尔巴尼亚避不参加欧洲安全与合作会议，还是唯一拒绝参加1975年7月赫尔辛基会议的欧洲国家。1976年毛死后不久，霍查开始批评新的领导人以及北京对美国和西欧的实用主义政策。中国的回应是1977年邀请铁托访问北京以及1978年中止援助阿尔巴尼亚的计划。1979年，中越战争爆发，霍查谴责邓小平政府是侵略者。
1983年，中国和阿尔巴尼亚的关系开始改善。1989年11月23日，两国签订建立中阿经济技术合作混合委员会的协定。1991年1月，阿尔巴尼亚外长马利列访华，这是自1978年中阿关系恶化后首位到中国访问的阿尔巴尼亚政府高级官员，中阿关系解冻。3个月后，阿尔巴尼亚劳动党政权倒台，两国保持正常关系。

## 自力更生

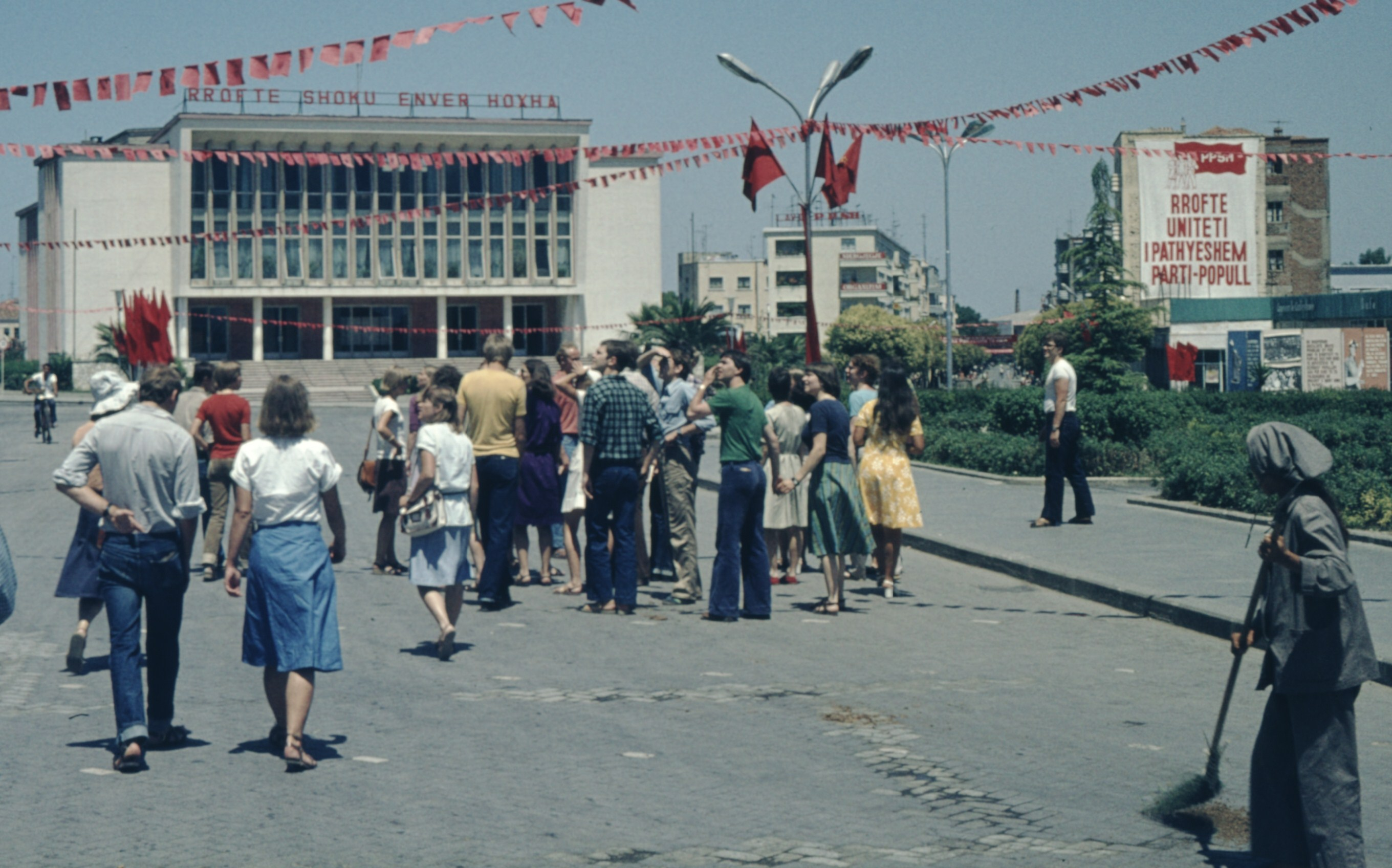
1978年的阿尔巴尼亚都拉斯市

中阿关系破裂令阿尔巴尼亚的失去了唯一的外部保护者。地拉那对美国和苏联实现关系正常化的呼吁充耳不闻。相反，阿尔巴尼亚与西欧和发展中国家拓展了外交联系，开始强调自力更生原则是国家经济发展战略的关键。但是，霍查对外部世界小心翼翼的试探激起了阿尔巴尼亚国内要求改革的波澜。当独裁者的健康每日逾下时，要求下放对党的控制与更大的开放的呼声也稍有抬头。为此霍查发动了一系列的清洗运动，解除了国防部长和许多高级将领的职务。一年之后，霍查因经济问题清洗了政府，用年轻人取而代之。
随着霍查的健康情况变差，他开始计划有秩序的接班。他将自己的政策进行制度化，希望挫败他的继任者可能冒险改变他为阿尔巴尼亚开辟的斯大林主义道路的企图。1976年12月，阿尔巴尼亚通过实行了第二部战后的斯大林主义宪法。这份文件“保证”了阿尔巴尼亚人的言论、出版、组织、结社和集会自由，但是把这些权利从属于个人对整个社会的义务之下。宪法把闭关锁国捧为金科玉律，禁止政府寻求财政援助或贷款，或是与资本主义和修正主义的社会主义国家组成合资企业。宪法的序言也吹嘘说阿尔巴尼亚的宗教信仰的基础已经被破除了。
1980年，霍查将拉米兹·阿利雅提为自己的接班人、阿尔巴尼亚劳动党第一书记，来监视与他长期站在同一战线的同志——部长会议主席穆罕默德·谢胡。霍查首先尝试说服谢胡主动退居二线，但失败之后，霍查安排了一次政治局全会来指责他允许自己的儿子同一个前资产阶级家庭的女儿订婚。谢胡据说于1981年12月18日自杀。但是有怀疑是霍查将他杀害。霍查显然因为害怕报复，清洗了谢胡的家庭成员与他在警察和军队中的支持者。1982年11月，霍查宣布谢胡是外国特务，同时为美国、英国、苏联和南斯拉夫工作，计划对霍查本人进行暗杀。“他像一条狗一样被埋葬了”，霍查在他的阿尔巴尼亚语版《铁托分子》中写道。
霍查在1983年继续推进他的退隐计划，阿利雅就任阿尔巴尼亚行政部门领导人。阿利雅不断到阿尔巴尼亚各地进行访问，在主要问题上拥护霍查，发表推行新政策的讲话，给年事已高的第一书记吟诵赞歌。当霍查1985年4月11日去世时，他给阿尔巴尼亚留下的是政治压抑、技术落后、孤立，以及对外部世界的恐惧。阿利雅成功接替了阿尔巴尼亚劳动党第一书记职务，两天后成为了法定的劳动党总书记。他适时成为了阿尔巴尼亚媒体上的核心人物，他的标语用深红色大字写在全国的布告版上。

## 思想文化革命

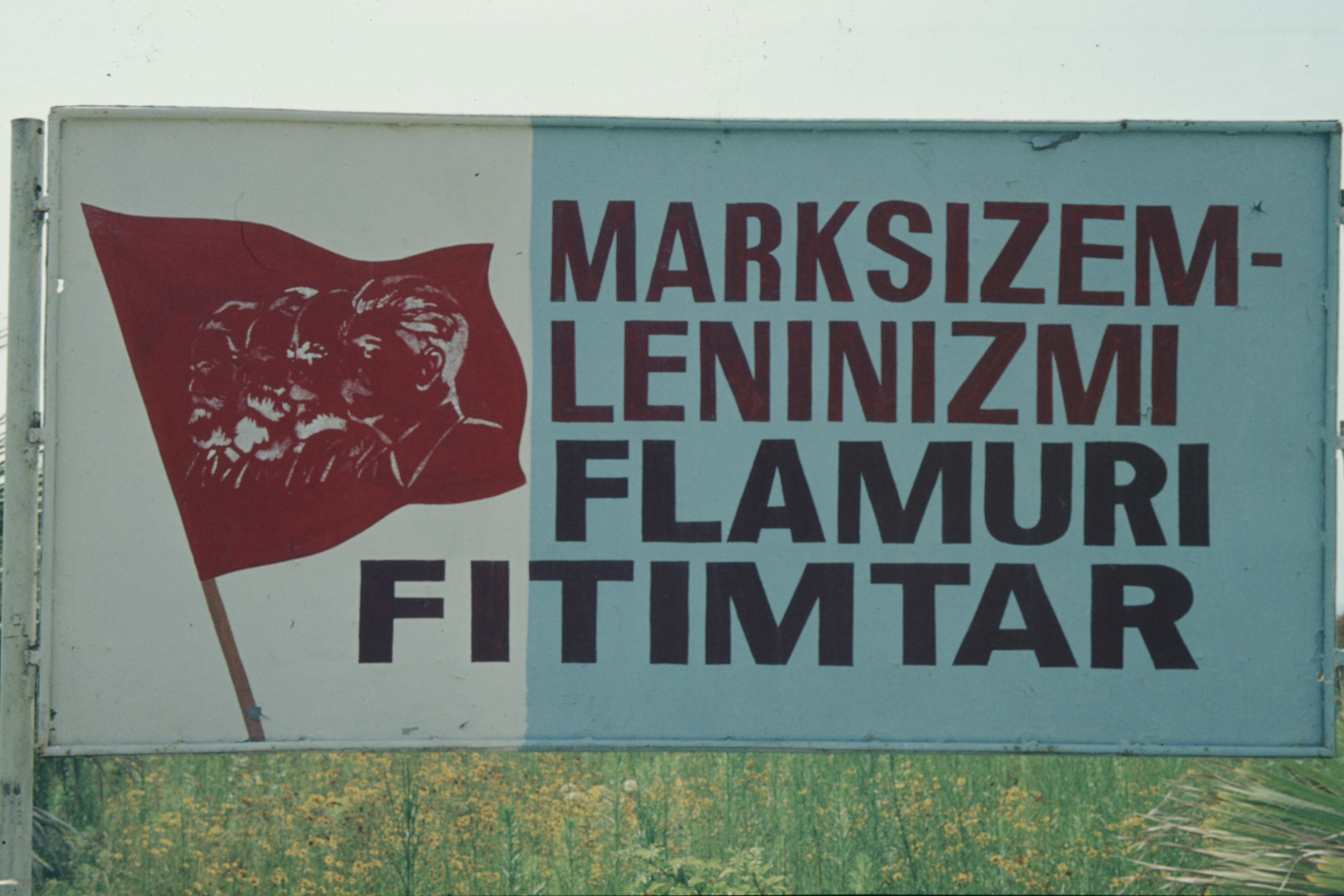
1978年的阿尔巴尼亚标语：“马克思列宁主义——胜利的旗帜”

1960年代中期，阿尔巴尼亚领导人对于急速成长的官僚体制对他们权力的威胁提防甚严。党的纪律开始松弛。人民抱怨渎职、通胀和劣质的商品。作家们开始偏离要求艺术与文学作为为政府和党的政策服务的工具的社会主义现实主义正统。因此，在毛泽东1966年在中国发动文化大革命之后，霍查发动了他自己的文化与意识形态革命。阿尔巴尼亚领导人将重点放在军事、政府官僚体制与经济改革上，为他的斯大林主义体制寻求新的支持。当局取消了军衔，重新在军队实施政委制度，取消志愿兵。为了限制“白领作风”，当局还大幅削减了中高级官员的工资，将管理和技术人员赶出办公室，送到工厂和农田做苦工。六名部长被处决，包括司法部长本人在内。农村集体化一直扩张到遥远的山区。另外，政府攻击作家和艺术家异议分子，改革了教育制度，主要是强化了阿尔巴尼亚与欧洲文化的隔绝，目的是为了消除外部影响。
1967年，当局在阿尔巴尼亚发动了一场剧烈的消灭宗教运动，宣布宗教分裂了阿尔巴尼亚民族，使其发展步履维艰。学宣队下到农村，强迫阿尔巴尼亚人停止进行宗教活动。不顾所有的反对，甚至是劳动党党员的反对，在年底以前所有的教堂、清真寺、修道院以及其它宗教设施都被关闭或改成仓库、体育馆和工厂。一项特别命令废止了该国所有主要宗教团体的运营许可证。这场运动在阿尔巴尼亚宣布成为世界上首个无神论国家时到达高潮，被宣扬为恩维尔·霍查的伟大功绩之一。
阿尔巴尼亚传统的以族长制家庭为中心的家族制度在战后的对于族长权威的抑制、农业集体化、工业化、农村向城市移民，以及对宗教的镇压下分崩离析。战后政府大幅改变了阿尔巴尼亚妇女地位。妇女在传统阿尔巴尼亚社会中被看作二等公民，她们承担着大部分家务劳动和农活。二次大战之前，90%的阿尔巴尼亚妇女是文盲，在很多地区被古老的部落法律和习俗看作是动产。在思想文化革命中，党鼓励妇女走出家庭就业，以克服劳动力短缺和消除她们的保守思想。霍查宣称任何蔑视党的妇女权利公告的人都应该被“扔进火堆”。少数民族被强有力地压制。伊利里亚人的民族主义神话甚嚣尘上，将国家问题搞成一堆虚构的人名。

## 向资本主义和多党制过渡
霍查死后，阿利雅取代了他的职务。他试图维持霍查的路线，但是巨变已经开始，东欧共产主义的衰落导致了阿尔巴尼亚社会全方面的变化。米哈伊尔·戈尔巴乔夫在苏联上台，带来了新的開放和经济改革政策。美国与欧洲向极权主义政权施压，同时民愤迭起。在尼古拉·齐奥塞斯库（罗马尼亚共产党领导人）在革命中被处决后，阿利雅了解到如不进行改革自己将重蹈其覆辙。他签署了保障人权的赫尔辛基协定（其他国家已于1975年签署）。在学生和工人们的强大压力下他开始允许政治多元化。在阿利雅政府时期举行了共产党在阿尔巴尼亚掌权后的第一次多党制选举。阿利雅的党赢得了1991年的选举。但是很明显改变不会就此停止。在1991年过渡性的基本法之后，阿尔巴尼亚在1998年通过了一部新的宪法，确立了建立在法制和保障基本人权基础上的民主政治制度。
共产党人在新宪法实施后的第一轮选举中仍然保持了对于政权的控制，但是在两个月之后的一场总罢工中下台。一个“救国委员会”接管了政府，但是也于半年后倒台。1992年社会党在选举中被阿爾巴尼亞民主黨战胜。从一党专政向民主的过渡面对诸多挑战。民主黨必须兑现改革的承诺，但是这些改革對人民來說可能太慢，或許根本没有解决问题。人民在快速繁荣起来的希望未能满足之后感到失望。在1996年的大选中民主黨试图赢得压倒性多数，并操纵議會选举。民主黨政府因非法传销网络崩溃和大面积的腐败而于1997年7月的選舉中下台，並由阿爾巴尼亞社會黨勝出該屆選舉。导致由前共产党人和国安会幕后插手的全国性无政府状态和內戰。薩利·貝里沙領導的民主黨政府試圖以军事手段镇压內戰，但是由于武装部隊长期以来因政治和社会因素导致的腐败而失败，最終內戰於同年7月由8個國家組成的維和部隊所平息。
1985年4月霍查逝世，阿利雅領導的政府逐步改变其内外政策。1990年，东欧各國局势动荡，阿爾巴尼亞各地也出現大規模要求民主化的示威活動，地拉那市中心斯堪德培廣場的霍查銅像亦於同年12月11日被示威者推翻，霍查大學也改為原本名稱地拉那大學，霍查的畫像和宣傳物品被示威者拆除和加以銷毀。而1990年年底阿利雅也宣布开始实行多黨制，国家走上「政治多元化」和「议会民主制」的道路，放弃「社会主义专政」，军队、公安、司法、外交等重要部门实行非政治化和非党化。是年三次发生阿公民大规模出逃到鄰國意大利、希腊等国的事件，总人数达15万，占全国人口的5%。1991年3月31日，举行1923年以来首次多黨选举，产生多黨议会；同年4月30日，删除国名中的「社会主义」和「人民」字样，改為阿尔巴尼亚共和國。